# Ruprecht z Palatynatu
Ruprecht III Wittelsbach (ur. 5 maja 1352 Ambergu, zm. 18 maja 1410) – elektor Palatynatu 1398–1410, król niemiecki 1400–1410.
Pochodził z dynastii Wittelsbachów. Był synem elektora Palatynatu Ruprechta II i księżniczki Beatrycze Aragońskiej.
Po śmierci ojca w 1398 roku został elektorem Palatynatu.
W 1399 stanął na czele sprzysiężenia czterech elektorów Rzeszy, którego zadaniem była detronizacja Wacława IV. W 1400 na sejmie w Oberlahstein Ruprecht III został wybrany nowym królem niemieckim. W latach 1401–1402 zorganizował wyprawę do Włoch celem zdobycia cesarskiej korony. Nie otrzymał jednak poparcia ze strony papieża Bonifacego IX, który traktował go jak uzurpatora. Włoscy książęta również nie uznali jego władzy. Pokonany w bitwie pod Brescią wycofał się z Italii.
Z uwagi na to, że jego wybór na króla w 1400 roku nie został potwierdzony przez wszystkich elektorów, Ruprecht w Niemczech nie zyskał szerokiego uznania, a jedynie wrogów. Mimo to Ruprecht próbował przeprowadzić gruntowną reformę gospodarczą oraz wprowadzić jednolitą monetę dla całej Rzeszy. Był mecenasem uniwersytetu w Heidelbergu.
W okresie wielkiej schizmy zachodniej opowiedział się za naprawą kościoła. Wspierał obrady soboru w Pizie. Udzielił poparcia dla papieża obediencji pizańskiej Aleksandra V.
Ruprecht ożenił się 27 czerwca 1374 roku z księżniczką norymberską Elżbietą i miał z nią dziewięcioro dzieci:
- Ruprecht Pipan (1374–1397)
- Małgorzata (1376–1434) 1376 – żona księcia Lotaryngii Karola II
- Fryderyk (1377–1401)
- Ludwik III (1378–1436) – elektor Palatynatu
- Agnieszka (1379–1401) – żona hrabiego Kleve Adolfa II (1373–1448)
- Elżbieta (1381–1408) – żona księcia austriackiego Fryderyka IV z Pustą Kieszenią
- Jan (1383–1443), książę Palatynatu- Neumarkt, ojciec króla Danii Krzysztofa III
- Stefan (1385–1459), książę Palatynatu-Simmern-Zweibrücken
- Otto (1390–1461), książę Palatynatu-Mosbach